# کالینینسک، اوبلاست ساراتوف
شهر کالینینسک، اوبلاست ساراتوف (به روسی: Калининск) در کشور روسیه و در اوبلاست ساراتوف واقع شده‌است.